# Morena (canção de Luan Santana)
"Morena" é uma canção do cantor brasileiro Luan Santana, lançada como um single em 17 de junho de 2021 e incluída no EP The Comeback. Um videoclipe foi lançado no dia seguinte. Três meses depois, contava com mais de cem milhões de visualizações no YouTube. Segundo a Crowley Broadcast Analysis, "Morena" foi a terceira canção mais tocada do ano nas rádios.

## Paradas musicais

### Paradas semanais
| Parada (2021)                     | Posição de pico |
| --------------------------------- | --------------- |
| Brasil (Top 100 Brasil)           | 1               |
| Brasil (Top 10 Sertanejo)         | 1               |
| Mundo Global Excl. US (Billboard) | 95              |
| Portugal (AFP)                    | 2               |

### Paradas mensais
| Parada (2021)             | Posição de pico |
| ------------------------- | --------------- |
| Brasil (Top 50 Streaming) | 2               |

## Certificações
| País                       | Certificação | Vendas   |
| -------------------------- | ------------ | -------- |
| Brasil (Pro-Música Brasil) | 3× Platina   | 240 000+ |

## Prêmios e indicações
| Ano  | Organização                           | Categoria             | Resultado | Ref.   |
| ---- | ------------------------------------- | --------------------- | --------- | ------ |
| 2021 | Prêmio Multishow de Música Brasileira | Música do Ano         | Indicado  | [ 10 ] |
| 2021 | Prêmio Multishow de Música Brasileira | Melhor Clipe TVZ      | Indicado  | [ 10 ] |
| 2021 | Meus Prêmios Nick                     | Hit Nacional Favorito | Indicado  | [ 11 ] |